# Hertigdömet Franken

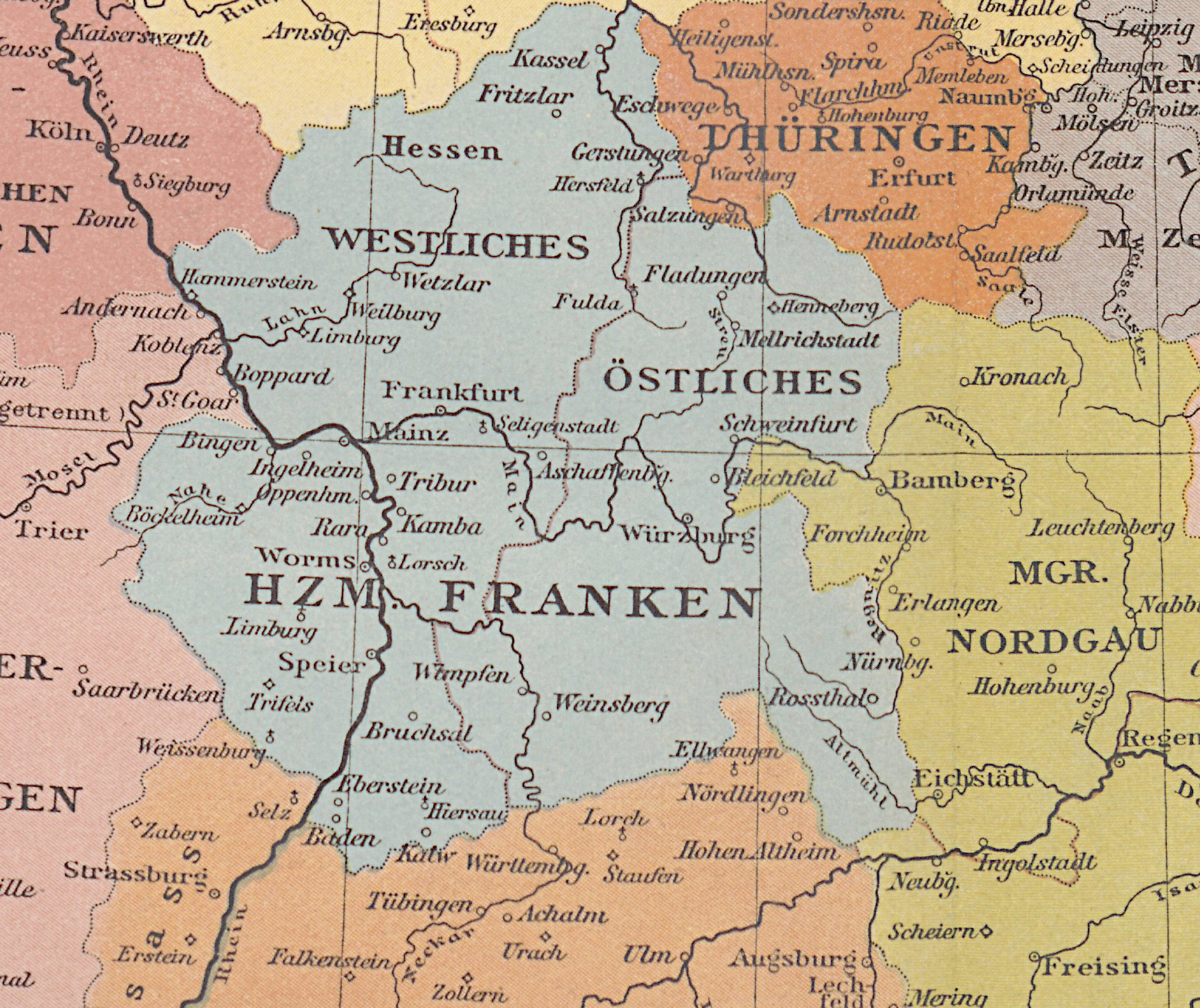
Hertigdömet Franken kring år 1000.

Frankens vapen som föreställer den "frankiska räfsan".

Hertigdömet Franken var ett av de fem stamhertigdömena som uppstod ur det forna östfrankiska riket.
Sedan alemannerna efter sitt nederlag mot Klodvig 496 undanträngts från det omtvistade området vid mellersta Rhen, sträckte sig Franken från Sieg, Fulda och Thüringerwald i norr söderut över Mains och nedre Neckars flodområden till gränsen av nuvarande Württemberg och in i nuvarande Baden till Rhens biflod Murg och från Fichtelgebirge och Böhmerwald
i öster västerut till Rhen samt omfattade även ett område på vänstra Rhenstranden från Selz till
Bingen med städerna Speier, Worms och Mainz.
När ur det frankiska riket efter 843 utsöndrats ett östfrankiskt rike, ansågs Franken såsom huvudlandet i detta, emedan dess invånare utgjorde en gren av frankerfolket. Också erhöll Konrad, som under den siste tyske karolingern, Ludvig barnet,
tillkämpat sig en hertiglig ställning i Franken i strid med en annan frankisk stormannasläkt, Babenbergarna, efter Ludvig 911 konungavärdigheten. Vid hans död övergick denna dock till Sachsens hertigsläkt, och sedan Konrads broder och efterträdare i Franken Eberhard stupat i ett uppror mot konung Otto I 939, tillsattes ingen hertig över hela Franken. En frankisk stormannasläkt, den s. k. saliska, erhöll emellertid ännu en gång, 1024, Tysklands krona, och Henrik IV av denna ätt (d. 1106) förband titeln hertig av Östfranken med de besittningar, som hans måg Fredrik I av Hohenstaufen hade i Franken.
Detta hertigdöme, också kallat Rothenburg, förblev sedan i Hohenstaufernas ägo, även sedan de
(1138) erhållit kejsarvärdigheten, men utgick med Hohenstauferna. Franken. var vid denna tid upplöst i en mängd riksomedelbara områden, till stor del andliga furstendömen, såsom Würzburg,
Bamberg, och riksstäder, såsom Frankfurt am Main,
Nürnberg. Av de där belägna världsliga furstendömena var pfalzgrevskapet vid Rhen nu det förnämsta.
När Tyska riket i början av 1500-talet indelades i rikskretsar, upprättades den frankiska kretsen, men till denna räknades inte Pfalz och andra frankiska områden i Rhentrakten liksom inte heller Hessen, och namnet Franken kom därigenom att inskränkas till sydöstra delen av det gamla frankiska området. Såsom ledare av konventet i Heilbronn (1633) förlänade
Axel Oxenstierna hertig Bernhard av Weimar med den frankiska hertigvärdigheten, men efter slaget vid Nördlingen (1634) blev detta betydelselöst. Vid Tysk-romerska rikets upplösning 1806 försvann kretsindelningen och därmed också Frankiska kretsen.

## Källa
Den här artikeln är helt eller delvis baserad på material från Nordisk familjebok, Franken, 1904–1926.